# Championnat d'Islande de football 1914
Navigation
Saison précédente Saison suivante
La saison 1914 du Championnat d'Islande de football était la 3e édition de la première division islandaise.
Comme lors de la saison précédente, un seul club s'inscrit à la compétition, le club de Fram Reykjavik. Il obtient donc sans jouer son deuxième titre consécutif de champion d'Islande.

## Le club participant
- Fram Reykjavik

## Bilan de la saison
| Tableau d'Honneur                 |                |
| Compétition                       | Vainqueur      |
| Championnat d'Islande de football | Fram Reykjavík |